# Atletica leggera ai Giochi della XXVIII Olimpiade - Maratona maschile

Video integrale della gara

La competizione della maratona maschile ai Giochi della XXVIII Olimpiade si è svolta il 29 agosto 2004. 

## Presenze ed assenze dei campioni in carica
| Competizione      | Atleta            | Prestazione | Atene 2004 |
| ----------------- | ----------------- | ----------- | ---------- |
| Olimpiadi 2000    | Gezahegne Abera   | 2h10'11"    | Infortun.  |
| Commonwealth 2002 | Francis Naali     | 2h11'58"    | Assente    |
| Europei 2002      | Janne Holmén      | 2h12'14"    | Presente   |
| Asiatici 2002     | Lee Bong-ju       | 2h14'04”    | Presente   |
| Panamericani 2003 | Vanderlei de Lima | 2h19'08”    | Presente   |
| Mondiali 2003     | Jaouad Gharib     | 2h08'31"    | Presente   |

## La gara
Partenza dal villaggio di Maratona, domenica 29 agosto, ore 18:00.
La prima parte della gara è corsa in 1h07'23". Vanderlei de Lima ha circa 15 secondi di vantaggio sul gruppo. La sua tattica è di staccare il gruppo nella parte in salita, quella più dura. Al 25º km il suo vantaggio è salito a 35 secondi; al 30° il suo margine è di 46 secondi. Al 31° tre atleti, Baldini, Keflezighi e Tergat, si mettono all'inseguimento di de Lima, accorgendosi che il suo ritmo cala. Al 35° il distacco è ridotto a 28 secondi. Tergat non ce la fa e rimane indietro.
Mentre de Lima prosegue la sua corsa, uno spettatore, l'irlandese Cornelius Horan, elude la sorveglianza e si lancia sul brasiliano strattonandolo e facendogli perdere altri secondi preziosi. Alle due ore di corsa Baldini raggiunge de Lima e lo supera. Keflezighi lo imita 15 secondi dopo: all'arrivo Baldini giunge primo con un vantaggio di 34 secondi su Keflezighi ed oltre un minuto su de Lima.

Dopo la gara il brasiliano riceverà il premio Pierre de Coubertin per aver avuto il coraggio di condurre una gara tutta all'attacco e la sportività dimostrata durante l'antipatico episodio nella fase cruciale della corsa.

## Ordine d'arrivo
| Record mondiale      | Paul Tergat  | 2h04'55" | Berlino     | 28 settembre 2003 |
| Record olimpico      | Carlos Lopes | 2h09'21" | Los Angeles | 12 agosto 1984    |
| Capolista stagionale | Felix Limo   | 2h06'14" | Rotterdam   | 4 aprile 2004     |

Domenica 8 agosto, ore 7:00.
| Posizione | Atleta               | Nazionalità        | Tempo    | Note |
| --------- | -------------------- | ------------------ | -------- | ---- |
|           | Stefano Baldini      | Italia             | 2h10'55" |      |
|           | Mebrahtom Keflezighi | Stati Uniti        | 2h11'29" |      |
|           | Vanderlei de Lima    | Brasile            | 2h12'11" |      |
| 4         | Jon Brown            | Gran Bretagna      | 2h12'26" |      |
| 5         | Shigeru Aburaya      | Giappone           | 2h13'11" |      |
| 6         | Toshinari Suwa       | Giappone           | 2h13'24" |      |
| 7         | Erick Wainaina       | Kenya              | 2h13'30" |      |
| 8         | Alberto Chaíça       | Portogallo         | 2h14'17" |      |
| 9         | Alberico di Cecco    | Italia             | 2h14'34" |      |
| 10        | Paul Tergat          | Kenya              | 2h14'45" |      |
| 11        | Jaouad Gharib        | Marocco            | 2h15'12" |      |
| 12        | Alan Culpepper       | Stati Uniti        | 2h15'26" |      |
| 13        | Leonid Švecov        | Russia             | 2h15'28" |      |
| 14        | Lee Bong-ju          | Corea del Sud      | 2h15'33" |      |
| 15        | Ambesse Tolosa       | Etiopia            | 2h15'39" |      |
| 16        | Gert Thys            | Sudafrica          | 2h16'08" |      |
| 17        | Ji Young-joon        | Corea del Sud      | 2h16'14" |      |
| 18        | Antoni Peña          | Spagna             | 2h16'38" |      |
| 19        | Grigorij Andreev     | Russia             | 2h16'55" |      |
| 20        | Haile Satayin        | Israele            | 2h17'25" |      |
| 21        | Jonathan Wyatt       | Nuova Zelanda      | 2h17'45" |      |
| 22        | Janne Holmén         | Finlandia          | 2h17'50" |      |
| 23        | Dan Robinson         | Gran Bretagna      | 2h17'53" |      |
| 24        | Nikolaos Polias      | Grecia             | 2h17'56" |      |
| 25        | Ndabili Bashingili   | Botswana           | 2h18'09" |      |
| 26        | Pavel Loskutov       | Estonia            | 2h18'09" |      |
| 27        | José Rios            | Spagna             | 2h18'40" |      |
| 28        | Lee Troop            | Australia          | 2h18'46" |      |
| 29        | Michael Buchleitner  | Austria            | 2h19'19" |      |
| 30        | Anuradha Cooray      | Sri Lanka          | 2h19'24" |      |
| 31        | Li Zhuhong           | Cina               | 2h19'26" |      |
| 32        | Joachim Nshimirimana | Burundi            | 2h19'31" |      |
| 33        | Dale Warrender       | Nuova Zelanda      | 2h19'42" |      |
| 34        | Waldemar Glinka      | Polonia            | 2h19'43" |      |
| 35        | Jong Myong-chol      | Corea del Nord     | 2h19'47" |      |
| 36        | El Hassan Lahssini   | Francia            | 2h19'50" |      |
| 37        | Michał Bartoszak     | Polonia            | 2h20'20" |      |
| 38        | Ahmed Jumaa Jaber    | Qatar              | 2h20'27" |      |
| 39        | Ali Mabrouk El Zaidi | Libia              | 2h20'31" |      |
| 40        | Samson Ramadhani     | Tanzania           | 2h20'38" |      |
| 41        | Lee Myong-seung      | Corea del Sud      | 2h21'01" |      |
| 42        | Tomoaki Kunichika    | Giappone           | 2h21'13" |      |
| 43        | José Alirio Carrasco | Colombia           | 2h21'14" |      |
| 44        | Ernest Ndjissipou    | Rep. Centrafricana | 2h21'23" |      |
| 45        | Nicholas Harrison    | Australia          | 2h21'42" |      |
| 46        | Tereje Wodajo        | Etiopia            | 2h21'53" |      |
| 47        | Aguelmis Rojas       | Cuba               | 2h21'59" |      |
| 48        | Abel Chimukoko       | Zimbabwe           | 2h22'09" |      |
| 49        | Saïd Belhout         | Algeria            | 2h22'32" |      |
| 50        | Matthew O'Dowd       | Gran Bretagna      | 2h22'37" |      |
| 51        | Juan Carlos Corona   | Colombia           | 2h22'49" |      |
| 52        | Daniele Caimmi       | Italia             | 2h23'07" |      |
| 53        | João N'Tyamba        | Angola             | 2h23'26" |      |
| 54        | Roman Kejžar         | Slovenia           | 2h23'34" |      |
| 55        | Procopio Franco      | Messico            | 2h23'34" |      |
| 56        | Wu Wen-chien         | Taipei cinese      | 2h23'54" |      |
| 57        | Antoni Bernado       | Andorra            | 2h23'55" |      |
| 58        | Julio Rey            | Estonia            | 2h24'54" |      |
| 59        | Asaf Bimro           | Israele            | 2h25'20" |      |
| 60        | Sisay Bezabeh        | Australia          | 2h25'26" |      |
| 61        | Silvio Guerra        | Ecuador            | 2h25'29" |      |
| 62        | Mathias Ntawulikura  | Ruanda             | 2h26'05" |      |
| 63        | Róbert Štefko        | Rep. Ceca          | 2h27'12" |      |
| 64        | José Amado García    | Guatemala          | 2h27'13" |      |
| 65        | Dan Browne           | Stati Uniti        | 2h27'17" |      |
| 66        | Han Gang             | Cina               | 2h27'31" |      |
| 67        | Eduardo Buenavista   | Filippine          | 2h28'18" |      |
| 68        | Driss El Himer       | Francia            | 2h29'07" |      |
| 69        | Andrés Espinosa      | Messico            | 2h29'43" |      |
| 70        | Mpesela Ntlot Soeu   | Lesotho            | 2h30'19" |      |
| 71        | Franklin Tenorio     | Ecuador            | 2h31'12" |      |
| 72        | José Ernani Palalia  | Messico            | 2h31'41" |      |
| 73        | Dmitrij Burmakin     | Russia             | 2h31'51" |      |
| 74        | Mindaugas Pukštas    | Lituania           | 2h33'02" |      |
| 75        | Bat-Ochiryn Ser-Od   | Mongolia           | 2h33'24" |      |
| 76        | Zhu Ronghua          | Cina               | 2h34'02" |      |
| 77        | Alfredo Arévalo      | Guatemala          | 2h34'02" |      |
| 78        | António Zeferino     | Capo Verde         | 2h36'22" |      |
| 79        | Valerij Pisarev      | Kirghizistan       | 2h40'10" |      |
| 80        | Zepherinus Joseph    | Saint Lucia        | 2h44'19" |      |
| 81        | Marcel Matanin       | Slovacchia         | 2h50'26" |      |
|           | Hendrick Ramaala     | Sudafrica          | Rit.     |      |
|           | Zebedayo Bayo        | Tanzania           | Rit.     |      |
|           | Hailu Negussie       | Etiopia            | Rit.     |      |
|           | Viktor Röthlin       | Svizzera           | Rit.     |      |
|           | Al Mustafa Riyadh    | Bahrein            | Rit.     |      |
|           | Rômulo Wagner        | Brasile            | Rit.     |      |
|           | Ian Syster           | Sudafrica          | Rit.     |      |
|           | Zsolt Bácskai        | Ungheria           | Rit.     |      |
|           | Azat Rapikaŭ         | Bielorussia        | Rit.     |      |
|           | Dmytro Baranovs'kyj  | Ucraina            | Rit.     |      |
|           | Rachid Ghanmouni     | Marocco            | Rit.     |      |
|           | Rachid Ziar          | Algeria            | Rit.     |      |
|           | Mustapha Bennacer    | Algeria            | Rit.     |      |
|           | André Luiz Ramos     | Brasile            | Rit.     |      |
|           | Luis Fonseca         | Venezuela          | Rit.     |      |
|           | Khalid El-Boumlili   | Marocco            | Rit.     |      |
|           | John Nada Saya       | Tanzania           | Rit.     |      |
|           | Gil da Cruz Trindade | Timor Est          | Rit.     |      |
|           | Jussi Utriainen      | Finlandia          | Rit.     |      |
|           | Jean-Paul Gahimbaré  | Burundi            | Rit.     |      |
|           | Luc Krotwaar         | Paesi Bassi        | NP       |      |